# Nits de sol
Nits de sol (títol original: White Nights) és una pel·lícula estatunidenca de 1985 dirigida per Taylor Hackford i protagonitzada per Mikhaïl Baríxnikov, Gregory Hines, Helen Mirren, Isabella Rossellini i Jerzy Skolimowski. Fou rodada a Finlàndia, Anglaterra, Escòcia, Portugal i a (la llavors) Unió Soviètica. Ha estat doblada al català.
El film és recordat tant per les escenes de ball de Hines i Baríxnikov com per les cançons Say You, Say Me de Lionel Richie, guanyadora d'un Oscar i Separate Lives, interpretada per Phil Collins i Marilyn Martin i escrita per Stephen Bishop, igualment nominada a l'Oscar.

## Argument
En Nikolái 'Kolya' Ródxenko (Baríxnikov) és un ballarí de ballet soviètic que havia desertat de la Unió Soviètica. En una gira artística pel Japó, l'avió que el portava cap a Tòquio ha de fer un aterratge forçós a Sibèria, on en Nikolái és reconegut per un oficial del KGB, el Coronel Xaiko (Jerzy Skolimowski). En Xaiko llavors, contacta amb el ballarí de claqué afroamericà Raymond Greenwood (Hines), que al seu torn había desertat dels Estats Units i condueix a ambdós a Leningrad. El desig d'en Xaiko era que en Ródxenko ballés la nit inaugural de la temporada del Teatre Kírov, ón finalment el deixa sota la supervisió d'en Greenwood. Per convèncer en Ródxenko, en Xaiko decideix utilitzar la Galina Ivanova (Mirren), una antiga ballarina que mai havia sortit de la Unió Soviètica i que havia sigut xicota d'en Ródxenko.
Després d'un període inicial de friccions tant racials com artístiques, els dos ballarins, desertors ambdós en sentit contrari, arriben a ser molt bons amics. Quan en Raymond s'adona que la seva esposa Darya (Rossellini) està embarassada, s'adona que no vol que el seu fill creixi a la Unió Soviètica, i ambdós, juntament amb en Ródxenko, planegen escapar, amb l'ajuda de la Galina, qui encara està enamorada d'en Nikolái. Mentre posen en marxa el pla per escapar, en Raymond decideix quedar-se per deixar enrere en Chaiko, i així guanyar temps perquè en Nikolái i la Darya puguin arribar al consolat americà de Leningrad. Tot i que en Raymond és empresonat quan es descobreix el pla, és finalment intercanviat per un presoner polític comunista procedent d'Amèrica, i aconsegueix reunir-se amb la seva esposa i en Nikolái. L'intercanvi està basat en un de real que va tenir lloc el 18 de desembre de 1976 entre el comunista xilè Luis Corvalán, alliberat pel General Augusto Pinochet i Vladímir Bukovski, dissident soviètic, a la ciutat de Zuric. Quan en Xaiko abrassa el líder comunista es pot apreciar molt bé el característic barret i les ulleres que portava Corvalán.

## Repartiment
- Mikhail Baryshnikov: Nikolai 'Kolya' Rodchenko
- Gregory Hines: Raymond Greenwood
- Jerzy Skolimowski: Coronel Chaiko
- Helen Mirren: Galina Ivanova
- Geraldine Page: Anne Wyatt
- Isabella Rossellini: Darya Greenwood
- John Glover: Wynn Scott
- Stefan Gryff: Capità Kirigin
- William Hootkins: Chuck Malarek
- Shane Rimmer: Ambaixador Larry Smith
- Marc Sinden: Charles
- Josephine Buchan: Caroline
- Maryam d'Abo: French Girlfriend
- Daniel Benzali: Dr. Asher
- Florence Faure: Ballarina[3]